# Paralinhomoeus brevibucca
Paralinhomoeus brevibucca is een rondwormensoort uit de familie van de Linhomoeidae. De wetenschappelijke naam van de soort is voor het eerst geldig gepubliceerd in 1950 door Schuurmans Stekhoven.